# Задорожный, Борис Васильевич
Борис Васильевич Задорожный (укр. Борис Васильович Задорожний; род. 2 марта 1937 года, г. Киев, Украинская ССР) — украинский государственный деятель, депутат Верховной рады Украины I созыва (1990—1994).

## Биография
Родился 2 марта 1937 года в Киеве.
Учился в киевском медицинском училище № 1, в дальнейшем окончил Донецкий медицинский институт.
После окончания института с 1962 года работал промышленно-санитарным врачом санитарно-эпидемиологической станции Ильичевского района Мариуполя. С 1968 года был аспирантом Института усовершенствования врачей (г. Харьков), с 1971 года был ассистентом, затем старшим преподавателем, доцентом кафедры охраны труда и окружающей среды Ждановского металлургического института.
Являлся членом общественного движения «За чистый Мариуполь».
В 1990 году в ходе первых альтернативных парламентских выборов в Украинской ССР был выдвинут кандидатом в народные депутаты трудовым коллективом Мариупольского металлургического института, 18 марта 1990 года во втором туре был избран народным депутатом Верховного совета Украинской ССР XII созыва (в дальнейшем — Верховной рады Украины I созыва) от Мариупольского-Центрального избирательного округа № 139 Донецкой области, набрал 48,63% голосов среди 14 кандидатов. В парламенте входил в депутатскую группу «Демократическое возрождение Украины», был членом фракции «Новая Украина», являлся председателем подкомиссии по вопросам техногенного загрязнения Комиссии по вопросам экологии и рационального природопользования. Депутатские полномочия истекли 10 мая 1994 года.
Женат, двое детей.